# Oxytropis bella
Oxytropis bella är en ärtväxtart som beskrevs av Boris Fedtjenko. Oxytropis bella ingår i släktet klovedlar, och familjen ärtväxter. Inga underarter finns listade i Catalogue of Life.